# 6th Wisconsin Infantry
Le 6th Regiment Wisconsin Volunteer Infantry est un régiment d'infanterie qui sert dans l'armée de l'Union pendant la guerre de Sécession. Il passe la plupart de la guerre comme unité de la célèbre Iron Brigade de l'armée du Potomac.

## Service
Le 6th Wisconsin est levé à Madison, dans le Wisconsin, et entre au service fédéral le 16 juillet 1861, pour une durée de trois ans. Il participe à des combats sévères en 1862 lors de la campagne de Virginie septentrionale, combattant à Brawner's Farm pendant la première partie de la seconde bataille de Bull Run. Au cours de la campagne du Maryland, le 6th attaque à Turner's Gap lors de la bataille de South Mountain, et subit ensuite de considérables pertes luttant contre la brigade du Texas de Hood dans le champ de maïs de R. D. Miller à Antietam.
Le régiment prend part à la bataille de Chancellorsville (30 avril-6 mai 1863) au sein de la quatrième brigade de la première division du Ier corps de l'armée du Potomac(p454),.
Au cours de la première journée de la bataille de Gettysburg, le 1er juillet 1863, le lieutenant colonel Rufus R. Dawes mène une contre-attaque contre la brigade confédérée de Joseph R. Davis du Mississippi, dont beaucoup sont à l'abri dans un réduit de chemin de fer inachevé à l'ouest de la ville. Le 6th Wisconsin force à la reddition plus de 200 soldats ennemis. Le régiment sert plus tard dans l'année lors des campagnes de Bristoe et de Mine Run.
Le régiment participe à la grande revue des armées le 23 mai 1865, puis est libéré à Louisville, Kentucky le 2 juillet 1865.

## Total des enrôlements et nombre de victimes
Le 6th Wisconsin Infantry lève initialement 1 029 hommes et, plus tard, recrute 601 hommes supplémentaires, pour un total de 1 630 hommes. Le régiment perd 16 officiers et 228 soldats tués au combat ou qui décèdent plus tard de leurs blessures, plus 1 officier et 112 autres soldats qui meurent de maladie, pour un total de 357 décès.

## Colonels
- Colonel Lysander Cutler - 28 mai 1861 jusqu'au 29 novembre 1862 - promu brigadier général.
- Colonel Edward S. Bragg - 10 mars 1863 jusqu'au 25 juin 1864 - promu brigadier général.
- Colonel John Azor Kellogg - 10 décembre 1864 jusqu'au 4 juillet 1865 - libéré.

## Personnes notables
- Rufus Dawes sert en tant que lieutenant colonel - membre du congrès américain, père du vice-président Charles G. Dawes
- Daniel J. Aneth sert en tant que capitaine - homme politique
- John C. Hall sert comme un régiment chirurgien - médecin et homme politique
- John J. Jenkins sert en tant que soldat, homme politique et juriste
- Robert Lees sert en tant que soldat - homme politique
- James R. Lyon - sert en tant que soldat - homme politique
- Adam Gale Malloy - sert en tant que capitaine, est plus tard breveté brigadier-général
- George Davis McDill sert comme soldat et caporal - homme politique
- Thomas McDill sert en tant que premier lieutenant et le capitaine - homme politique
- Benjamin Sweet sert en tant que commandant et lieutenant colonel - homme politique, est plus tard breveté brigadier général
- John Tester sert en tant que premier lieutenant - est plus tard un homme d'affaires et homme politique